# G25 -Beautiful Harmony-
『G25 -Beautiful Harmony-』（ジートウェンティファイブ -ビューティフル ハーモニー）は、ゴスペラーズのベストアルバム。2019年12月18日にKi/oon Recordsから発売された。

## 概要
ゴスペラーズ初のシングルコレクションアルバムである。1994年12月21日発売のメジャーデビューシングル「Promise」から、2019年10月30日発売の「VOXers」までの全52枚・全58曲の楽曲に新たにリマスタリングを施し、シングル発売順に5枚のCDに収録している。
初回生産限定盤と通常盤の2種類でリリースされており、初回生産限定盤には2004年開催の「ゴスペラーズ坂ツアー2004 “号泣”」と、2010年から2011年に行われた「ゴスペラーズ坂ツアー2010~2011“ハモリ倶楽部 響（HIBIKI）”」のライブ映像がそれぞれ4曲ずつ収録されたBlu-ray Disc が付属している。また、初回生産限定盤の5枚のCDは、メンバーがマイクロフォンナンバー順に並んだピクチャーレーベル仕様になっており、過去のアーティスト写真掲載のブックレットやゴスペラーズの活動年表、全52枚のジャケット写真のステッカーシートが封入されている。さらに、初回生産限定盤のCDには、25歳以下のアーティストによってリミックスされたボーナストラックが各CDに1曲ずつ収録されている。

## 収録曲

### CD

#### Disc 1
1. Promise
  - 作詞：近藤聖子、作曲：鈴木三晴、編曲：小西貴雄
2. U'll Be Mine
  - 作詩：安岡優、作曲：ゴスペラーズ、編曲：田辺恵二
3. Winter Cheers！～winter special
  - 作詞：からむし天気、作曲・編曲：小西貴雄
4. Higher
  - 作詞：ゴスペラーズ、作曲：酒井雄二、編曲：田辺恵二
5. Two-Way Street
  - 作詞：からむし天気、作曲：ゴスペラーズ、編曲：田辺恵二
6. カレンダー
  - 作詩：安岡優、作曲：寺田一郎、編曲：田辺恵二
7. 待ちきれない
  - 作詩：安岡優、作曲：岩田雅之、編曲：岩田雅之
8. ウルフ
  - 作詩：安岡優、作曲：岩田雅之、編曲：岩田雅之
9. 終わらない世界
  - 作詩：安岡優、作曲・編曲：村上てつや
10. Vol.
  - 作詩：安岡優、作曲・編曲：田辺恵二
11. 夕焼けシャッフル
  - 作詞：山田ひろし・村上てつや、作曲：村上てつや、編曲：水島康貴
12. BOO〜おなかが空くほど笑ってみたい〜
  - 作詞：阿久悠、作曲：筒美京平、編曲：BANANA ICE
13. あたらしい世界
  - 作詞：康珍化、作曲：北山陽一、編曲：藤井丈司
14. Promise -yonkey remix-（bonus track）
  - 作詞：近藤聖子、作曲：鈴木三晴、Remix：yonkey

#### Disc 2
1. 熱帯夜
  - 作詩：安岡優、作曲：黒沢カオル・北山陽一・妹尾武、編曲：田辺恵二
2. パスワード
  - 作詩：安岡優、作曲：黒沢カオル、村上てつや、編曲：K-Muto
3. 永遠に
  - 作詩：安岡優、作曲：妹尾武、編曲: Bryan-Michael Cox
4. 告白
  - 作詞：村上てつや・山田ひろし、作曲：村上てつや、編曲：K-Muto
5. ひとり
  - 作詞・作曲：村上てつや、編曲：村上てつや・北山陽一
6. 約束の季節
  - 作詩：安岡優、作曲：北山陽一・橘哲夫、編曲：K-Muto
7. 誓い
  - 作詩：安岡優、作曲：黒沢薫、編曲：K-Muto
8. Get me on
  - 作詞：山田ひろし、作曲：酒井雄二、編曲：K-Muto
9. エスコート
  - 作詩：安岡優、作曲：安岡優・北山陽一、編曲：K-Muto
10. 星屑の街
  - 作詩・作曲：北山陽一・安岡優、編曲：北山陽一
11. Right on, Babe
  - 作詞：山田ひろし、作曲：黒沢薫・酒井雄二・松本圭司、編曲：小松秀行
12. ひとり -空音 remix-（bonus track）
  - 作詞・作曲：村上てつや、Remix：空音

#### Disc 3
1. 新大阪
  - 作詞：村上てつや、作曲・編曲：村上てつや・妹尾武
2. 街角 -on the corner-
  - 作詞：相田毅、作曲：岩田雅之、編曲：野崎良太
3. ミモザ
  - 作詞：安岡優、作曲：黒沢薫・佐々木真里、編曲：清水信之
4. 一筋の軌跡
  - 作詞：ゴスペラーズ、作曲:酒井雄二、編曲：鷺巣詩郎
5. 風をつかまえて
  - 作詩：安岡優、作曲：北山陽一、編曲：Ryuichiro Yamaki・北山陽一
6. Platinum Kiss
  - 作詩：安岡優、作曲・編曲：黒沢薫・妹尾武
7. 陽のあたる坂道
  - 作詩：安岡優、作曲：黒沢薫、編曲：野崎良太
8. It Still Matters～愛は眠らない
  - 作詞・作曲：Howard Dorough・Genzo・Cheryl Yie・安岡優、編曲：K-Muto
9. 言葉にすれば
  - 作詩：安岡優、作曲：安岡優・松下耕、編曲：堀向彦輝
10. 青い鳥
  - 作詩：安岡優、作曲：北山陽一、編曲：清水信之
11. ローレライ
  - 作詞：松本隆、作曲：井上大輔、編曲：船山基紀
12. 新大阪 -maeshima soshi remix-（bonus track）
  - 作詞：村上てつや、作曲：村上てつや・妹尾武、Remix：maeshima soshi

#### Disc 4
1. Sky High
  - 作詩：安岡優、作曲：S.Rakhmaninov・服部隆之、編曲：服部隆之
2. セプテノーヴァ
  - 作詩：常田真太郎・安岡優、作曲：黒沢薫、編曲：常田真太郎
3. 1, 2, 3 for 5
  - 作詞：酒井雄二、作曲：酒井雄二、編曲：YANAGIMAN
4. 宇宙へ ~Reach for the sky~
  - 作詩：安岡優・Sora、作曲：木原健太郎、編曲：前嶋康明
5. ラヴ・ノーツ
  - 作詩：安岡優・百田留衣、作曲：百田留衣、編曲：玉井健二・飛内将大
6. 愛のシューティング・スター
  - 作詞：山田ひろし、作曲：酒井雄二・村上てつや、編曲：YANAGIMAN
7. 冬響
  - 作詞：山田ひろし・酒井雄二、作曲：酒井雄二、編曲：前嶋康明
8. NEVER STOP
  - 作詞・作曲・編曲：村上てつや
9. BRIDGE
  - 作詞：ゴスペラーズ、作曲：村上てつや、編曲：KO-ICHIRO
10. It's Alright ～君といるだけで～
  - 作詞・作曲・編曲：竹本健一
11. STEP!
  - 作詩：安岡優、作曲：村上てつや・宇佐美秀文、編曲：UTA
12. BRIDGE -Mom remix-（bonus track）
  - 作詞：ゴスペラーズ、作曲：村上てつや、Remix：Mom

#### Disc 5
1. 氷の花
  - 作詞：MIZUE、作曲・編曲：妹尾武
2. ロビンソン
  - 作詞・作曲：草野正宗、編曲：ゴスペラーズ・井上一平
3. 太陽の5人
  - 作詞・作曲：デニー・ランデル・Sandy Linzer、日本語詞：山田ひろし、編曲：UTA
4. SING!!!!!
  - 作詞・作曲・編曲：前山田健一
5. クリスマス・クワイア
  - 作詞・作曲：酒井雄二、編曲：本間将人
6. Dream Girl
  - 作詞：TIGER、作曲・編曲：平田祥一郎
7. GOSWING
  - 作詞：村上てつや・山田ひろし、作曲：村上てつや、編曲：平田祥一郎
8. Recycle Love
  - 作詞・作曲・編曲：酒井雄二
9. Fly me to the disco ball
  - 作詞：酒井雄二、作曲：酒井雄二・平田祥一郎
10. ヒカリ
  - 作詞・作曲：Bryan-Michael Cox・Clifford Henson・Patrick"J.Que"Smith・Tesung Kim・Andrew Choi・安岡優
11. In This Room
  - 作詞・作曲：Patrick"J.Que "Smith・Dewain Whitmore Jr.・Chaz Jackson・Orlando Williams・安岡優
12. VOXers
  - 作詞・作曲・編曲：酒井雄二
13. 氷の花 -長谷川白紙 remix-（bonus track）
  - 作詞：MIZUE、作曲：妹尾武、Remix：長谷川白紙

### Blu-ray Disc（初回生産限定盤のみ）
1. シアトリカル【ゴスペラーズ坂ツアー2004 "号泣"より】
2. Reflections【ゴスペラーズ坂ツアー2004 "号泣"より】
3. Real tight【ゴスペラーズ坂ツアー2004 "号泣"より】
4. 讃歌【ゴスペラーズ坂ツアー2004 "号泣"より】
5. 冬物語【ゴスペラーズ坂ツアー2010～2011 “ハモリ倶楽部 響（HIBIKI）”より】
6. Forgive Me【ゴスペラーズ坂ツアー2010～2011 “ハモリ倶楽部 響（HIBIKI）”より】
7. Unlimited【ゴスペラーズ坂ツアー2010～2011 “ハモリ倶楽部 響（HIBIKI）”より】
8. いろは 2010【ゴスペラーズ坂ツアー2010～2011 “ハモリ倶楽部 響（HIBIKI）”より】